# 吸血鬼騎士
《吸血鬼騎士》是樋野茉理創作的日本漫畫作品。於白泉社漫畫雜誌《LaLa》2005年1月号至2013年7月号期間進行連載。單行本全19卷。
2008年改編成電視動畫，分為兩季。台灣2010年1月19日於緯來日本台播送。香港由2010年11月6日起，於無綫電視J2台播送。
連載結束後，於《LaLa Fantasy》、《LaLa DX》上刊載特別篇。2016年7月号於《LaLa DX》開始新章《吸血鬼騎士 memories》的連載。

## 故事大綱
开始转动的齿轮，打开了命运与秘密的门扉……
名门私立黑主学园分为日間部和夜間部，然而夜間部裡美形的学生們实际上全部是——吸血鬼。
主人公優姬小时候被吸血鬼袭击，为玖兰枢所救，失去了5歲前所有的记忆，被送到黑主（本是吸血鬼獵人，後來成為黑主學院的理事長）的家裡。自那时起優姬便将樞视为救命恩人，憧憬着对方。
一方面，身为吸血鬼猎人一族的锥生零，四年前由于家族被吸血鬼杀害而被学园收留。零与受伤的优姬如同家人般长大，但零却有着连优姬都不能说的秘密……知道夜間部秘密的零与优姬受命于理事长，担任学园的风纪委員和保护者，为处理两者之间的问题日夜连续活动着。

## 登場人物

### 主要人物
黑主優姬／玖蘭優姬（聲優：堀江由衣／香港：程文意）
女主角。黑主理事長之養女，同時也是黑主學園的風紀委員。16-17歲、身高153cm、血型為O型。生日月份為六月。喜歡食物為薑汁燒肉和聖代。
沒有五歲之前的記憶。十年前，在一場大雪中，受到一名墮落成「Level E」的吸血鬼所襲擊，被純血種的樞所救，後被黑主理事長收養，並扶養長大。運動神經發達，但成績十分差。武器是從黑主灰闇所得到的獵人武器「狩獵女神（Artemis）」。
為了救零而讓他不斷吸食自己的血液，也和零約定好要是零墮落成「Level E」時會親手殺了他。自幼喜歡樞，但覺得自己與樞之間有一道無法越過的牆。
後來自己的身世之謎逐漸浮出，在喝下樞的血（先被樞吸了血，昏過去以後又被樞在嘴裡強灌了樞的血。）的情況下恢復記憶，揭露了自己的真實身分為純血種吸血鬼。本名玖蘭優姬，玖蘭家的純血公主，樞的妹妹，同時也是樞的未婚妻。小時候，在李土的陰謀事件中，被母親樹里封鎖吸血鬼的基因。
當優姬覺醒後，頭髮變長（原本及肩的棕髮長至及腰）。其分身為蝴蝶。武器「狩獵女神」變成鐮刀，是優姬自行改造，身為吸血鬼的自己能使用的獵人武器，擁有殺害純血種吸血鬼的力量。(母親樹里同樣擁有能使用獵人武器殺害純血種吸血鬼的能力，與女兒的武器相同同樣是狩獵女神，應該是由樹里把武器傳承給優姬)
和零聯手殺死李土後，明白自己已經不能再過著人類的生活，和樞一起離開學園。知道自己變成零的「敵人」，而且「敵人」的存在變成零活下去的理由，決定要不斷的逃離零。
一年後，以樞的妹妹兼未婚妻的身分出席吸血鬼的晚宴。差一點吸了零的血之後，得知樞是玖蘭家族始祖的事實。在玖蘭樞殺死藍堂英的父親下落不明之後，打算重新組織夜間部。起初受到其他吸血鬼的質疑，但是得到了支葵千里、遠矢莉磨以及藍堂英等人的協助後，成功組織夜間部。
後來發現了白鷺更所製的新血液錠劑會使黑主學園的夜間部學生失去理智，而後發現自己的血液能使他們恢復理智，所以將自己的血液提供給夜間部的貴族學生們。
得知樞欲進行滅純血的計畫、親眼看到瑠佳因此受傷後，決心阻止樞（還用狩獵女神把長髮削短），為此甚至抹去了零的記憶，在知曉樞的真正計畫是成為制造吸血鬼獵人武器的新一代源金屬後，主動獻身於樞，並在不久後懷孕。在樞犧牲自己成為源金屬後約百年，優姬答應與零在一起。有兩個孩子，樞之女「愛」，零之女「戀」。在零消逝之後，熔爐熄滅後，因無法以自熔爐中取回的心臟復活樞，於是以自身為代價將樞以人類的身份喚醒。
玖蘭樞（聲優：岸尾大輔、喜多村英梨（幼年）／香港：李致林、雷碧娜（幼年））
夜間部的班長，亦是月之寮的宿舍長。18歲、身高184cm。純血種吸血鬼玖蘭家的當家。力量為全能。得意科目為全部。個性極為腹黑，而且心思細密，擅於計劃，但其高傲冷淡的寒意背後，隱藏無限的孤獨和痛苦。
在校所有吸血鬼都聽從於樞，被吸血鬼們叫做樞大人和玖蘭宿舍長，也是所有吸血鬼尊敬和懼怕的存在，但總是默默的在關心同伴。
深愛著優姬，喜歡吃優姬做的食物。想為她創造一個沒有「威脅」的世界。他望著優姬的表情時常凝重，因為他知道優姬的過去及未來必定面對的災難。守護了優姬十年，直到李土復活。
為了保護優姬，殺死了純血種吸血鬼緋櫻閑並喝下她的血，因此得到更強大的力量。
聽說以前被媽媽以「長壯」為理由一天喝了五公升的牛奶，所以現在喝不了牛奶。
玖蘭樞其實是玖蘭一族的始祖，李土利用樹里和悠他們的第一個孩子（優姬的親兄長）當作祭品喚醒樞，所以樞並不能算是優姬真正的哥哥。玖蘭一族的始祖和優姬真正的哥哥同樣名為玖蘭樞。由於李土是讓樞復活的主人，樞無法殺死李土，因默默的利用不會背叛優姬的零，利用他來殺掉李土。其化身有蝙蝠與黑狼。
因為對於元老院感到失望，所以殺了全數元老院成員，在吸血鬼界引起騷動。
一年後，和優姬成為吸血鬼界的領導者，並和協會重新簽訂契約。
向優姬坦承自己是始祖之後，為了保護優姬與人類，實行着抹殺純種吸血鬼的計劃，打破吸血鬼和吸血鬼獵人的協定和其兩股勢力的平衡，希望達成真正的和平，以實現一萬年前與吸血鬼獵人始祖斗篷女（把自己的心臟挖出作為原料，製作對抗吸血鬼武器的女人）之間的約定，但他的心又矛盾地不想傷害到心愛的優姬。計畫在一切完結後，選擇自我犧牲，再次封印優姬的純血因子，讓她變回真正的人類，實現樹里的夙願，免受純血吸血鬼的枷鎖煎熬和折磨，將所有愛意化為祝福，埋於塵土。但斗篷女消散之後，因為他要成為新的「源金屬」，只好要求菖藤依砂也代他將優姬化為人類，但因零的干涉，優姬並未成為人類。死前對優姬和零說希望他們在一起。與優姬育有一女玖蘭愛。千年後雖因藍堂所製作將吸血鬼變為人類的藥劑無法對他使用，優姬以自己的永生為代價將他喚醒變成人，並要女兒們向樞傳達「我以人類的身份看過的這個世界，我想要把它獻給我所愛的你」。之後與親生女兒玖蘭愛、養女錐生戀一同生活。
錐生零（聲優：宮野真守／香港：曹啟謙）
優姬的青梅竹馬。17歲、身高181cm、血型為A型，生日未知。擁有銀灰色的頭髮和淺紫色的眼瞳。使用的武器是「血薔薇之槍（Bloody Rose）」。得意科目為理科，成績跟天才一樣優秀，但上課時總是都在睡覺，曾被師兄海斗說過是用睡覺來學習。喜歡食物為鹹味拉麵和蔬菜湯。
吸血鬼獵人錐生一族唯一的繼承者，黑主學園的守護者（風紀委員）之一。喜歡優姬。在母體時無意識奪走雙胞胎弟弟壹縷的力量，擁有一人半力量的優秀獵人。
四年前全家被純血種吸血鬼緋櫻閑所殺害，弟弟壹縷背叛家人並跟從了閑，對所有吸血鬼都懷抱著憎恨（除了優姬）。事後被吸血鬼獵人協會交由黑主理事長收留，並進入了黑主學園就讀。被夜間部全體及日間部女生所討厭；其實成績和為人都很好，所以對於日間部男生而言是“希望之星”。
過去被緋櫻閑吸血以來，四年間一直忍耐著對吸血的欲望，後來抵擋不住，吸了優姬的血。因為體質的關係不適合使用血液錠劑，所以透過吸取優姬的血保持理智，但總有一天還是難逃墮落為「Level E」的命運。為了拖延成為「Level E」的時間，吸食了玖蘭樞的血，也透过壹縷的血間接獲得了閑的力量，而穩定了「Level E」化。
是樞經心栽培為了殺死李土和保護優姬的「棋子」，吸食過樞的純血、間接得到閑的力量，是最強獵人的存在，能夠殺掉李土。加上在壹縷的希望下，吞噬了他因而拿到了原屬於自己的力量，和優姬聯手殺了李土。之后让優姬跟樞離開學園，并为了斩断优姬的挂念而说再次见面会杀了她，在漫畫第10集和優姬吻別，并表示「我只想要你的血（日语原文为过去时态）」。
一年後，在晚宴上与優姬重逢，被喻為將來会成為獵人協會會長的人。
白露更那裡知晓了五年前玖蘭樞故意放出绯櫻閑以滅門錐生家一事後，极其愤怒几近暴走，把白蕗更藏在吸血鬼猎人协会。白蕗更死後，为护送优姬达成目标而离开协会，在宴会上与优姬接吻后，决定去追樞的優姬抹去了零有關於自己的記憶。后在優姬即将被迫变成人类之时恢復記憶，認清了自己的心之后，表示希望優姬能和他走，并愿意一直等她做出决定。之后兩人雖一直互相吸食血液，優姬的心卻仍為樞所束縛（零對沙賴之言）。在沙賴年老死後，深覺時光有限，再次要求優姬與他在一起。與优姬共同照顾优姬和枢的女儿，並在百年後與優姬育有一女戀。优姬在消逝前表示「从零那里得到了許多幸福」。將優姬和樞的女兒愛視如己出，被愛所憧憬，但零告訴她只鍾情於優姫拒絕了愛的告白。
後於吸血鬼與人類所發生的爭鬥之中，為保護一名孩子受了重傷，最後死於優姬懷裡。

### 夜間部
一條拓麻（聲優：千葉進步／香港：張裕東）
18歲、身高184cm。樞的好朋友，“唯一敢批评枢的人”，貴族吸血鬼。夜間部的副班長，也是夜間部宿舍的副宿舍長，在夜間部地位僅次於樞和優姬，与支葵千里、遠矢莉磨的关系较好。被玖兰优姬称为“一点也没有吸血鬼的感觉。”笑容迷人，表面上对一些事情看的很乐观的样子，心里却对此事十分了解。
其祖父為元老院及在人類界一條集團的董事一翁。父親為演員，母親為花道掌門人。
能力是将物体分解为分子状态。武器是日本刀。得意科目是文科。
於李土事件的時候殺死一翁，之後曾被當作人質待在白蕗更的身邊，直到更被源金屬所殺後，回到樞的身邊，並在樞沉睡後守護他的冰棺好一段時間。
藍堂英（聲優：福山潤、菊池心（幼年）／香港：李凱傑、陸惠玲（幼年））
17歲、身高177cm。貴族吸血鬼。力量是冰。和架院曉是表兄弟。家庭成員有父、三位姊姊。是藍堂家眾所期望的長子。
被人稱呼偶像學長，新生晚會上的主持人之一，當時的優姬覺得藍堂與偶像諧音很像，被旁邊的日間部女生聽到後定案。
曾經吸過優姬的血，因此受到樞的懲罰，相當敬愛樞，討厭明明喜歡樞卻不敢承認的自己。每次被樞破壞的東西，英總是珍重的收藏起來。
知道閑被樞所殺的事實。知道零是吸血鬼，也默認這個事實。
曾為優姬的貼身親信，負責優姬的教育工作。對優姬的行為必須負連帶責任。
對若葉沙賴懷有愛意，但礙於吸血鬼與人類的身分不同而不願與其交往。在特別篇得知曾希望將其變為吸血鬼，但沙賴拒絕了。而後希望能與其白頭偕老，但未能完願沙賴即去世。最后與其他人一起完成樞的「把吸血鬼变成人类的治疗药」的研究。
與沙賴育有一子星夜。
架院曉（聲優：諏訪部順一／香港：伍博民）
17歲、身高188cm。貴族吸血鬼，是藍堂家的分家。力量是火。夜間部內次於一条的穩健派。得意科目是理科。
被人叫做狂野學長。新生晚會上的主持人之一，因為外型與藍堂相比較狂野，暱稱就此定案。
和藍堂是表兄弟，經常共同行動，因此藍堂犯錯時，架院也同時被罰。喜歡瑠佳，动画里在舞蹈祭中邀请瑠佳跳舞却遭到拒绝，相當關心瑠佳的情感狀態，默默守护着她，动画中在瑠佳被李土所依附的支葵伤害中立刻出手相救，漫画中与瑠佳一起待在玖兰樞身边。後與早園瑠佳在一起。
支葵千里（聲優：保志總一朗／香港：黃榮璋）
16歲、身高173cm，11月20日生。貴族吸血鬼，優姬和樞的堂弟（日本四月開學，優姬六月生，千里十一月生，比優姬小五個月，應為堂弟）。職業為模特兒。能力是使用血作為武器，操縱自己的血液（血鞭）。尊敬的人是一條。对莉磨有着特殊的情愫。喜歡的類型是那種在身邊會讓自己感覺到很安心的人。得意科目是所有科目。
「夜間」是黑主學園夜間部的學生，「白晝」則變成極受歡迎的模特兒，每天都忙碌地工作著。之所以會從事模特兒這一行業，是因為小時候前往身為演員的母親拍攝現場而被發掘，從此走上了模特兒之路。
有規律的生活節奏是睡覺接著是起床之後是吃飯然後與一條或莉磨散步。每天都不斷重覆著。但是他本人是絕對不會感覺厭倦的。
雖然性格沉稳，說話很少，卻很毒舌，语出驚人。喜怒不於言表，其實内心對事物盘捏的很周密，做事我行我素，总是一副冷漠的样子，只有莉磨知道他在想什么，千里也只会在莉磨面前才会露出孩子气的一面。和莉磨以作弄蓝堂为乐。因为白天要兼职的缘故随意时时刻刻都很睏的样子（连走路都拿着一本书挡着脸在打瞌睡），緊張感很低，但是感覺卻十分敏銳。
父親是純血種玖蘭李土，由於母親是貴族，因此不能成為純血種。以傀儡身份出生的他经常被生母吸血。身體曾被父親李土佔據，現在已靠自我意志恢復。所屬家族為元老院支持派。
漫画中在危机时刻带着莉磨逃离现场，并同意莉磨吸他的血。第70话和莉磨共同支持玖兰优姬组建新夜间部。第56回称呼优姬为堂姐。敬仰一條敢于到白鹭更的身边去。白鷺更一事後與莉磨一起待在樞身邊。後與遠矢莉磨在一起。
早園瑠佳（聲優：皆川純子／香港：曾秀清）
17歲、身高165cm。與英、曉一起長大。貴族吸血鬼，是藍堂家的分家。能力是精神操控。得意科目是文科。所知家庭成員有父、母、祖母。
和英及曉是青梅竹馬，但是因為很崇拜樞，和英有對手的意識。但是面對於曉的關心，並不排斥。
喜歡樞，并多次请求让自己的血成为枢的养料，對除了樞之外的男生沒有興趣，但樞對瑠佳並無特別的情愫。瑠佳起初剛進學園時被樞要求自己的血，因為樞當時想讓優姬看到他吸血的樣子而拉開兩人過近的距離，所以故意讓優姬瞧見樞摟著瑠佳吸食血液的情形。後與架院曉在一起。
遠矢莉磨（聲優：喜多村英梨／香港：張頌欣）
16歲、身高162cm，10月17日生。貴族吸血鬼，髮型為雙馬尾。性格我行我素，令人讀不出心思，很喜歡吃巧克力餅乾條及抱一個黑棕色的小兔娃娃。職業和千里一樣是模特兒，時常和支葵一起出現，并喜欢给支葵“喂食”。得意科目是所有科目。
因為憧憬身為演員的千里的母親而立志成為演員，因支葵緣故莉磨成為模特兒，由此認識了同為模特兒的支葵。非常注重皮膚保養和身體。
總是一副酷酷的樣子，跟支葵很相似，不過只有他們兩個人的時侯，往往莉磨調動氣氛。從小她就一直以吐糟的方式驅動著總是容易放棄自己意志的支葵不斷地前往。
莉磨會定期到支葵和一条的房間整理。
能力是雷電。因為識破了依附在支葵身上的李土而被擊成重傷，但亦因此喚醒了支葵。在支葵抱着她离开时提出吸支葵血的要求。在支葵食用了有毒的血液淀剂并失踪后，不顾一切地去寻找支葵。白鷺更一事後與支葵一起待在樞身邊。後與支葵千里在一起。
星煉（聲優：水野理紗／香港：鄭麗麗）
17歲、身高170cm。樞的保鑣、僕人，普通吸血鬼。相當的忠心，很少說話。除了夜間部制服外常以旗袍示人。能力有瞬間轉移、記憶移除等。武器是飛刀。充滿了未知的神秘感。得意科目是體育。
在外傳04確認其身世：本名為「星乃」的人類，與妹妹夜乃都被賣給吸血鬼成為「食物」。當樞遇見她們時便要下了，為的是拯救她們。樞在沒清除記憶下將她們交給司機，讓司機送她們到黑主學園，自己則留下。途中，夜乃逃走，追上去的星乃和夜乃都被附近的吸血鬼看上而被襲擊。當樞趕來時夜乃已死，星乃則奄奄一息。在星乃的同意下，樞將她轉化成吸血鬼，並給她改名「星煉」。

### 日間部
若葉沙賴（聲優：植田佳奈／水野理紗（動畫）／香港：黃紫嫻）
優姬從國中開始的好朋友，同時是她在陽之寮的室友。爸爸是個有權力的議員。
擁有看穿優姫煩惱的來源是零或是樞的敏銳直覺。很了解優姬，總是為優姬擔憂、着想，被她暱稱為「小賴（よりちゃん）」。知道優姬是吸血鬼後並沒有害怕，反而說她們無論發生什麼事都是好朋友。
起初並不知道夜間部學生是吸血鬼，只是覺得他們很可怕，對他們敬而遠之。
後來與藍堂英在一起，兩人育有一子星夜，並向兒孫述說吸血鬼和優姬的事。最後堅拒變成吸血鬼，以人類身份壽終正寢。
影山霞
日間部的學生兼優姬班上的班長。成績優秀。喜歡夜間部的早園瑠佳。曾在舞會中向她提出跳舞的邀請，但被瑠佳拒絕。
優姬覺醒事件後，所有有關夜間部的記憶被抹去。在新夜間部成立後，對瑠佳的記憶也重新拾回。
新藤撫子
日間部的學生。經常以編兩個辮子、戴眼镜的形象出現。
起初喜歡一條拓麻，之後喜歡錐生零。性格勇敢、堅強。曾在聖巧克力節送巧克力給零以及在舞會邀請零跳舞，但是都被拒絕了。是暫時在日間部唯一敢邀請零跳舞的女生。
在優姬覺醒事件中，得知夜間部學生全是吸血鬼後，勇敢地表達自己並不介意其身份，不想被抹去記憶。
日間部宿舍長
日間部女學生之一。本身對優姬成為風紀委員感到不滿。喜歡藍堂英。
優姬覺醒事件中，表示自己並不介意夜間部學生是吸血鬼的身份，並表達自己並不想被抺去記憶。是事後仍保留對夜間部的記憶的少數學生。
海斗
夜刈十牙辭職後的新任倫理科教師，自稱「鷹宮海斗」。真正的身份是吸血鬼獵人。是夜刈十牙的學生及零的師兄，和零一樣，對所有純血種都懷抱著憎恨。其兄長也是吸血鬼獵人，但被純血種吸血鬼變成吸血鬼，親手了斷了兄長。

### 獵人協會相關人物
黑主灰閻（聲優：子安武人／鄉田穗積（動畫）／香港：陳廷軒）
黑主學園的理事長，同時亦是優姬和零的養父。歷史上被譽為傳說中的獵人。
身高184cm，血型為AB型。
十分主張人類和吸血鬼之間是可以和平相處，因而設立黑主學園。
玖蘭家的舊識。由於作為獵人出生的黑主灰閻自身存在的吸血鬼基因與以往的獵人不同，而使他一直保持年輕的狀態，但實際上他已經幾百歲了。被稱為“沒有獠牙的吸血鬼”。
曾經痛恨吸血鬼，而變成最強的獵人，企圖殺害懷孕中的玖蘭樹里，但被反擊而重傷，但自從認識樹里以後，對吸血鬼的態度發生改變，似乎喜歡著樹里，後來將生命和學園交予樹里（受託將來照顧優姬），在新篇章中因為自己時間不多，想去完成自己能達成的目標，而在一場吸血鬼與人類的辯論會上為了掩護依砂也撤離而遭暴動的人群攻擊雖擺脫群眾卻身受致命傷，雖愛詢問是否要成為吸血鬼，但選擇婉拒而走上人生終點，在葬禮優姬打算歸還眼鏡時化為散沙，最後優姬保留眼鏡作為其遺物。
夜刈十牙（聲優：安元洋貴／香港：陳欣）
零和壹縷的老師，NO.1的吸血鬼獵人。因為保護零而失去了右眼。
錐生壹縷（聲優：宮野真守／香港：胡家豪）
錐生零的雙胞胎弟弟。17歲。身高181公分。A型。在多年前背叛家人跟隨閑，傾慕閑卻是個得不到回應的單戀。
吸血鬼獵人「禁忌的雙胞胎」的詛咒下，從胎兒時就不斷被零奪走力量，因而體弱多病，沒有成為吸血鬼獵人的能力。零奪走了他存在的意義，因而在心底憎恨零。和零不同，沒有被閑變成吸血鬼，反之喝了閑的血，使身體不再虛弱。
在閑死後，為了打倒閑的仇人李土而接近元老院。但自己沒有殺害李土的能力而被李土打至重傷。其實很喜歡零。最後的要求是希望死在零的獠牙之下，讓零得到足以殺死李土的力量，而零也實現了他的心願。

### 其他
一條麻遠（聲優：石井康嗣／香港：陳永信）
貴族吸血鬼。一條拓麻的祖父，元老院最有勢力的成員，通稱一翁。
派拓麻到樞的身邊監察他，而且一直希望成為樞的監護人，達到控制他的目的。
涉入玖蘭李土所主導的陰謀事件，希望李土取代樞成為玖蘭的當家。其實是認為力量強大的純血種是妨礙吸血鬼秩序的存在，希望所有純血種自相殘殺。最後被反對其理念的孫子拓麻親手殺死。
紅瑪莉亞（聲優：中原麻衣／香港：林元春）
貴族吸血鬼。16歲。身高155cm。黑主學園轉學生。能力是和動物精神連結（主要是家中的貓頭鷹），可透過飛行中的貓頭鷹的眼睛觀察他人。得意科目是家政科。
家庭成員有父、母。父親為小說家。
因為天生身體虛弱，從沒在「夜之社交界」裡出現過。
喜歡錐生壹縷。和緋櫻閑是遠親。尊敬閑而曾將身體借給閑使用，而進入黑主學園夜間部就讀過一段時間。在閑死後離開黑主學園。後來用能力目擊到樞殺死元老院成員的場景。
緋櫻閑（聲優：園田惠子／折笠富美子（動畫）／香港：鄭麗麗）
純血種吸血鬼。身高171cm。吸血鬼們稱她為「狂咲姫」。被元老院以保護的名義長期囚禁，後來打破牢籠逃出。但事實上是玖蘭樞放出來的。為的就是讓零憎恨吸血鬼。好幫助他殺掉李土。成為他的"棋子"。玖蘭李土的原未婚妻。
因當年「錐生一族」殺死了自己的愛人（原人類的吸血鬼），為了復仇滅了錐生一家。殺害了錐生零的雙親，咬了零讓他變成吸血鬼，帶走了壹縷。
為了打倒殺害愛人的幕後黑手玖蘭李土而想得到玖蘭樞的力量。附身在紅瑪利亞的身體進入黑主學園，最後因為被零的血薔薇之槍打傷又被樞奪取心臟致死，亦被樞吸取了血液和力量。但其打倒李土的遺志被樞所繼承。
玖蘭李土（聲優：新垣樽助／香港：潘文柏）
純血種吸血鬼。身高186cm。玖蘭家的長子，玖蘭悠和玖蘭樹里的兄長。支葵千里的父親。緋櫻閑的原未婚夫，但愛著樹里。
因殺害了父母、奪走悠和樹里的第一個孩子而被悠和樹里所厭惡。
和悠、樹里夫婦不同，和元老院相當接近。同時也和獵人協會有所勾結，在處決名單動手腳讓錐生一族殺死閑的愛人。李土還擄走悠與樹里的第一個孩子，利用他來讓身為玖蘭一族始祖的樞復活，李土則成為了樞的主人，所以樞無法殺死李土。
在十年前為了奪取優姬而突襲玖蘭家，殺害了悠，但也被樞擊至重傷，需要十年復活。想要優姬的新生力量而進入黑主學園，目前已經被優姬和零消滅（動畫版則是被零單獨消滅）。
玖蘭悠（聲優：野島裕史／香港：周良鴻）
純血種吸血鬼。身高185cm。樞和優姬的父親。和妻子樹里是親生兄妹，深愛着樹里。同時為李土的弟弟。壽命超過3000年。尊敬的人為玖蘭家的始祖樞。喜歡的類型是樹里。興趣為國際象棋。
和元老院保持距離。和黑主灰闇、菖藤依砂也是舊識。
起初反對樹里把優姬變成人類，但後來同意，希望以自己和樹里的力量給予女兒不一樣的未來。對非親生子的樞依舊相當疼愛。疼愛、保護樞和優姬。在李土的陰謀中，被獵人的武器擊中而不幸去世。
玖蘭樹里（聲優：國府田麻理子／香港：成瑤孆）
擅長使用咒術的純血種吸血鬼。前一代玖蘭家公主。身高168cm。樞和優姬的母親。和丈夫悠是親生兄妹，深愛着悠。同時也身為李土的親生妹妹。壽命超過3000年。
少女時代的興趣是買東西吃。優姬出生後的興趣則為捉弄樞和與優姬彈鋼琴。和黑主灰闇是舊識，黑主灰闇和她的相遇是令黑主學園誕生的原因。和元老院保持距離。對奪走自己第一個孩子的李土相當厭惡。具有使用獵人武器殺害純血種吸血鬼的能力，使用武器為狩獵女神，後由女兒優姬繼承武器。
十年前為了不讓優姬承受純血種吸血鬼的宿命，封印優姬的吸血鬼記憶，犧牲自己的生命。
少女時代曾就讀普通人類學校，希望結識朋友。更因悠對樹里說想和自己未來也搭同一把傘的說話而選擇了悠。
和純血種吸血鬼菖藤依砂也也是舊識。在他沈睡時為他保護地盤。
白蕗更
純血種吸血鬼。身高170cm。玖蘭樞的舊識，是隱藏在身邊的敵人。目標是成為吸血鬼界的「女王」。
目前操控一條拓麻。在樞公開優姬的晚宴上，利用吸血鬼獵人吞噬自己的未婚夫黃梨，引起了相當大的騷動。
其後更成功將自己血液混入新型血液錠劑以及混入優姬重組的夜間部，使服用新型血液錠劑的夜間部學生和其他吸血鬼不能自我控制地吸血。目前只有優姬的血才可以解除新型血液錠劑的作用。
據說可能是唯一有能力和樞抗衡的純血種。
為了得知樞的事，用一副溫和的樣子向一條嚴刑逼供（用手劃傷了一條的心臟），比樞更冷血無情。稱不希望像李土、閑、黃梨、悠和樹里一樣，於是一直以來都隱 藏在背後，稱自己是要成為女王的人。漫畫裡為了提升自身的能力殺死自己的未婚夫黃梨（LEVEL A），將其罪行誣衊給玖蘭樞，最後被自己所殺死的吸血鬼的使魔告發，讓優姬知道了真相。被零藏在吸血鬼獵人協會“保護”。後在與樞和優姬在協會較量時，被暴走的獵殺吸血鬼工具的源金屬所傷而死。死時向一條表白，並且要求一條去見證純血種（樞）化為怪物的姿態，現已死亡。
菖藤依砂也
壽命年齡大約2000歲，故事中期沉睡了五十年，最近剛甦醒的純血種吸血鬼。與黑主理事長、玖蘭夫婦是舊識。
原本有妻子和孩子，但和許多純血腫一樣，因為生命太過漫長，沒有任何執著，所以在妻子因不明原因，決定犧牲自己將孩子變成人類，使孩子以人類的身分死去時，也只是靜靜的看著，沒有阻止。
原本受樞委託把優姬變成人類，並藉此結束漫長的生命，戰鬥結束之後因不明原因放棄並消失了一段時間。
在優姬接替樞成為玖蘭家的當家後，選擇協助優姬維持吸血鬼世界的秩序，以及建立吸血鬼和人類可以共存的社會，曾代替懷孕的優姬出席與人類的公開討論會。
玖蘭愛
純血種吸血鬼。新一代玖蘭家公主。是樞和優姬的女兒。養父為錐生零。同母異父妹妹為錐生戀。是否與優姬同樣具有操控獵殺吸血鬼武器的能力尚未得知。
出生在早園瑠佳的家中。自小在養父零和生母優姬的身邊成長。少女時代與優姬一樣擔任黑主學園風紀委員的工作，與優姬一樣擁有活潑開朗的性格。富有主見且堅強的淑女氣質與祖母玖蘭樹里相似。與母親不一樣，頭腦聰明，成績優秀。
和妹妹戀的名字合起來的意思就是「戀愛」的意思，因此經常被人笑。
在番外篇中透露出自小喜歡養父零，但無奈養父喜歡優姬，告別初戀並祝福他們。一直希望零和優姬能夠生下妹妹得到幸福，從戀出生的那刻起便深愛著妹妹，過度保護著她。
等待妹妹出生期間一直沈睡，終於得到妹妹戀。在優姬犧牲使樞成為人類後，和妹妹一起被托付給生父樞。事後與樞、戀一起生活。
錐生戀
推測為普通吸血鬼。為玖蘭優姬和錐生零的女兒。同母異父姊姊為玖蘭愛。是否具有吸血鬼獵人的能力仍未能得知。
是愛期待已久的孩子。和姐姐愛的名字合起來就是「戀愛」的意思，因此經常被人笑。
最後被母親把自己連同姊姊一起托付給養父玖蘭樞一同生活。
深愛著自己的姊姊愛，並渴望愛的血，在第一次吸血時是吸零的血，但不為此感到滿足，高中時曾經因為發覺這個念頭而疏遠愛三年。
藍堂星夜
藍堂英與若葉沙賴的兒子。
藍堂沙夜
藍堂英與若葉沙賴的孫女，星夜為伯父。
架院琉璃
架院曉與早園瑠佳的女兒。

## 用語
吸血鬼
吸食人類血液的種族。擁有美麗的外表，優秀的體能和智力。夜行性。擁有比人類更長的壽命和恢復能力。
只有吸食「所愛之人」的血才能滿足吸血鬼的「飢渴」。
吸血鬼可以依地位區分為：
純血種吸血鬼（Level A）：玖蘭家、緋櫻家、白鷺家、黃梨家、菖藤家、縹木家、橙茉家
貴族吸血鬼（Level B）：架院家、藍堂家、早園家、支葵家、遠矢家、一条家、紅家等
一般吸血鬼（Level C）
原本是人類的吸血鬼（Level D）：錐生零、星煉
原本是人類的吸血鬼但已失去自我控制的能力（Level E）
B等級以上具有某些特殊能力，黑主學園夜間部的學生全是B級以上。
純血種
在漫長歷史上從未和人類通婚，體內未曾混入人類之血，血統純正的吸血鬼，堪稱「吸血鬼中的吸血鬼」。不老不死。其血肉擁有強大的力量。擁有操控其他吸血鬼及把人類變成吸血鬼等各種力量。為了保持血統的純正，純血種家族的子女會互相通婚（例：白鷺更與黃梨、緋櫻閑與玖蘭李土等）甚至兄妹互相通婚（例：玖蘭悠及玖蘭樹里、玖蘭樞及玖蘭優姬）。
現存的純血種家族只剩下七個：玖蘭家族、緋櫻家族、白鷺家族、黃梨家族、縹木家族、橙茉家族及菖藤家族，又稱「七大家」。其中玖蘭家會出現能使用獵殺吸血鬼武器的吸血鬼（如玖蘭樹里和玖蘭優姬），因此能成為王族。
十年前李土殺死悠。而樹里則犧牲了生命。後來白蕗更殺死缥木和黃梨，樞殺死緋樱閑及緋櫻家族，優姬和零殺死李土。
雖然不老不死但數量稀少，原因是許多純血種厭倦過於漫長的歲月選擇休眠甚至自殺。因為生命太過漫長，純血種大多沒有任何執著，空虛的生活，加上常被其他吸血鬼覬覦力量，是相當悲哀的存在。
出現過的純血種有：玖蘭樞、玖蘭優姬、玖蘭悠、玖蘭樹里、玖蘭李土、玖蘭愛、緋櫻閑、白鷺更、菖藤依砂也、橙茉家的當家、縹木家的當家、黃梨家的當家。
Level
吸血鬼大致可分為Level A到Level E五種，最高是Level A，最低為Level D。Level E則不計算在金字塔内。Level D和Level E均為人類所變為的吸血鬼。
Level E：唯一一种在金字塔外的吸血鬼，由原本是人类的吸血鬼所变成的，会毫无止尽的攻击身旁的人类，最后会步向灭亡。E是“End”的缩写。
元老院
一翁和支葵的大伯父所屬。統治吸血鬼的最高機關。玖蘭家最後的王厭倦權利集中而將管理吸血鬼的權利交予元老院。
實際上有和吸血鬼獵人協會、玖蘭李土勾結等醜事。在優姬甦醒事件中，其全員被樞所殺害。
吸血鬼獵人協會
管理吸血鬼獵人的機關。
實際上有和元老院、玖蘭李土勾結等醜事，其中當時的協會長也有涉入。在一年後，協會長由黑主灰閻擔任。
吸血鬼獵人
獵殺吸血鬼的人。
過去獵人為了得到獵殺吸血鬼的能力而吃了一個吸血鬼的始祖，因此被背負著「禁忌的雙胞胎」的詛咒。
錐生一族
優秀的吸血鬼獵人一族。
錐生零與壹縷的父母，當年是因為受了吸血鬼獵人協會的指令去獵殺緋櫻閑的愛人；可疑的是閑的愛人並沒有墮落到LEVEL E，卻出現在被獵殺的名單裡。但事實的真相卻是，李土在背後操控這一切，利用吸血鬼獵人協會殺了閑的愛人。
閑即使知道這是被操控的，卻也無法原諒錐生一族。
黑主學園
黑主灰閻為了實現吸血鬼和人類共存的和平理念所建的學園。所有學員都住在宿舍的私立學校。有劃分為日間部和夜間部。所有學生未經允許不得外出。
守護者
為了保護夜間部的秘密而存在的保鑣，由錐生零和黑主優姬擔任。故事番外由玖蘭愛擔任。
普通科／日間部
人類所就讀。穿著黑色制服。初時為錐生零和黑主優姬入讀的班級。
夜間部
吸血鬼所就讀，於傍晚開始上課。穿著白色制服。在優姬覺醒的一年後廢止。
後來優姬為了繼承樞的和平理念（吸血鬼和人類和平相處）所以又請黑主灰閻重新創立夜間部，並請零幫忙。

## 出版書籍

### 漫畫
吸血鬼騎士
| 冊數 | 白泉社        | 白泉社                                        | 長鴻出版社     | 長鴻出版社                                | 東立出版社     | 東立出版社             |
| 冊數 | 發售日期      | ISBN                                          | 發售日期       | EAN                                       | 發售日期       | ISBN                   |
| ---- | ------------- | --------------------------------------------- | -------------- | ----------------------------------------- | -------------- | ---------------------- |
| 1    | 2005年7月5日  | ISBN 4-592-18301-0                            | 2006年7月11日  | EAN 471-0765-20684-0                      | 2006年3月30日  | ISBN 962-955-323-6     |
| 2    | 2005年12月5日 | ISBN 4-592-18302-9                            | 2006年11月18日 | EAN 471-0765-20994-0                      | 2006年5月10日  | ISBN 962-955-336-8     |
| 3    | 2006年4月5日  | ISBN 4-592-18303-7                            | 2007年4月7日   | EAN 471-0765-21381-7                      | 2006年6月30日  | ISBN 962-955-350-3     |
| 4    | 2006年10月5日 | ISBN 4-592-18304-5                            | 2007年8月13日  | EAN 471-0765-21667-2                      | 2006年12月30日 | ISBN 962-955-388-0     |
| 5    | 2007年4月5日  | ISBN 978-4-592-18305-1                        | 2008年1月19日  | EAN 471-2805-82076-4                      | 2007年8月25日  | ISBN 978-962-955-465-1 |
| 6    | 2007年10月5日 | ISBN 978-4-592-18306-8                        | 2008年5月23日  | EAN 471-2805-82409-0                      | 2008年1月20日  | ISBN 978-962-955-518-4 |
| 7    | 2008年4月5日  | ISBN 978-4-592-18307-5                        | 2008年10月4日  | EAN 471-2805-82715-2                      | 2008年7月10日  | ISBN 978-962-955-550-4 |
| 8    | 2008年10月3日 | ISBN 978-4-592-18308-2                        | 2009年3月17日  | EAN 471-1552-44058-4                      | 2008年11月4日  | ISBN 978-962-955-603-7 |
| 9    | 2008年11月5日 | ISBN 978-4-592-18309-9                        | 2009年8月12日  | EAN 471-1552-44504-6                      | 2009年1月10日  | ISBN 978-962-955-608-2 |
| 10   | 2009年6月5日  | ISBN 978-4-592-18310-5                        | 2009年12月7日  | EAN 471-1552-44769-9                      | 2009年7月30日  | ISBN 978-962-955-667-9 |
| 11   | 2009年12月4日 | ISBN 978-4-592-19131-5                        | 2010年5月25日  | EAN 471-3469-35186-1                      | 2010年2月10日  | ISBN 978-962-955-724-9 |
| 12   | 2010年7月5日  | ISBN 978-4-592-19132-2                        | 2011年2月27日  | EAN 471-3469-35826-6                      | 2010年8月24日  | ISBN 978-962-955-796-6 |
| 13   | 2010年12月3日 | ISBN 978-4-592-19133-9                        | 2011年5月22日  | EAN 471-6814-19094-8                      | 2011年2月20日  | ISBN 978-962-955-826-0 |
| 14   | 2011年6月3日  | ISBN 978-4-592-19134-6                        | 2011年8月14日  | EAN 471-6814-19225-6                      | 2011年7月20日  | ISBN 978-962-955-878-9 |
| 15   | 2011年12月5日 | ISBN 978-4-592-19135-3                        | 2012年5月2日   | EAN 471-6814-19820-3                      | 2012年3月1日   | ISBN 978-962-955-945-8 |
| 16   | 2012年5月2日  | ISBN 978-4-592-19136-0                        | 2012年8月11日  | EAN 471-5409-85213-1                      | 2012年7月17日  | ISBN 978-962-955-970-0 |
| 17   | 2012年12月5日 | ISBN 978-4-592-19137-7                        | 2012年12月28日 | EAN 471-5409-85608-5                      | 2013年1月30日  | ISBN 978-988-228-030-4 |
| 18   | 2013年5月2日  | ISBN 978-4-592-19138-4                        | 2014年2月10日  | EAN 471-5409-86349-6                      | 2013年7月20日  | ISBN 978-988-228-078-2 |
| 19   | 2013年11月5日 | ISBN 978-4-592-19139-1 ISBN 978-4-592-19875-8 | 2014年8月12日  | EAN 471-5409-86703-6 EAN 471-5409-86715-9 | 2014年1月29日  | ISBN 978-988-228-110-3 |

- 文庫版

| 冊數 | 白泉社         | 白泉社                 |
| 冊數 | 發售日期       | ISBN                   |
| ---- | -------------- | ---------------------- |
| 1    | 2015年6月16日  | ISBN 978-4-592-89065-2 |
| 2    | 2015年6月16日  | ISBN 978-4-592-89066-9 |
| 3    | 2015年7月15日  | ISBN 978-4-592-89067-6 |
| 4    | 2015年7月15日  | ISBN 978-4-592-89068-3 |
| 5    | 2015年8月11日  | ISBN 978-4-592-89069-0 |
| 6    | 2015年8月11日  | ISBN 978-4-592-89070-6 |
| 7    | 2015年9月15日  | ISBN 978-4-592-89071-3 |
| 8    | 2015年9月15日  | ISBN 978-4-592-89072-0 |
| 9    | 2015年10月16日 | ISBN 978-4-592-89073-7 |
| 10   | 2015年10月16日 | ISBN 978-4-592-89074-4 |

吸血鬼騎士 memories
| 冊數 | 白泉社        | 白泉社                                        | 長鴻出版社    | 長鴻出版社                                  |
| 冊數 | 發售日期      | ISBN                                          | 發售日期      | ISBN / EAN                                  |
| ---- | ------------- | --------------------------------------------- | ------------- | ------------------------------------------- |
| 1    | 2016年6月3日  | ISBN 978-4-592-21121-1                        | 2016年8月11日 | ISBN 978-986-474-120-5                      |
| 2    | 2017年6月5日  | ISBN 978-4-592-21122-8                        | 2017年8月9日  | ISBN 978-986-474-461-9                      |
| 3    | 2018年5月2日  | ISBN 978-4-592-21123-5                        | 2018年8月16日 | ISBN 978-986-474-827-3 EAN 471-3006-55117-4 |
| 4    | 2019年2月5日  | ISBN 978-4-592-21124-2 ISBN 978-4-592-10597-8 | 2019年7月31日 | ISBN 978-986-504-204-2                      |
| 5    | 2019年11月5日 | ISBN 978-4-592-21125-9                        | 2019年8月7日  | ISBN 978-9-865-04527-2                      |

### 小說
- 著：藤咲亞由菜

| 卷數 | 日文標題 | 中文標題 | 白泉社        | 白泉社                 | 東立出版社     | 東立出版社             |
| 卷數 | 日文標題 | 中文標題 | 發售日期      | ISBN                   | 發售日期       | ISBN                   |
| ---- | -------- | -------- | ------------- | ---------------------- | -------------- | ---------------------- |
| 1    |          | 憂冰之罪 | 2008年4月5日  | ISBN 978-4-592-18774-5 | 2010年7月31日  | ISBN 978-986-10-6010-1 |
| 2    |          | 闇黑陷阱 | 2008年10月3日 | ISBN 978-4-592-18701-1 | 2010年12月19日 | ISBN 978-986-10-6725-4 |
| 3    |          | 煌銀之夢 | 2013年11月5日 | ISBN 978-4-592-19892-5 | 2014年7月28日  | ISBN 978-986-365-345-5 |

### 其他書籍
- 吸血鬼骑士 Fan Book X（Cross） 2008年11月5日發行 ISBN 978-4-592-18695-3
- 吸血鬼骑士DS 公式 Visual Fan Book / 著：B's‐LOG編集部（ENTERBRAIN） 2009年5月31日發行 ISBN 978-4-7577-4867-5

## 廣播劇 CD
- LaLa （2005年9月号附录）
- LaLa Gorgeous Drama CD（2006年11月号附录）
- LaLa （2007年10月号附录）
- LaLa Premium♥Drama CD（2008年5月号附录）
- LaLa Excellent☆Drama CD（2008年11月号附录）
- LaLa Dubble Premiere☆Drama CD「理事長的“優姬觀察日記”發現!?」（2009年5月号附录）
- 吸血鬼骑士 Midnight CD-PACK（2006年春 应征者全员Service）
- 吸血鬼骑士 Moonlight CD-PACK（2007年春 应征者全员Service）
- 吸血鬼骑士 Moonlight CD-PACK}}（2010年春 应征者全员Service）

## 電視動畫
第一季於2008年4月7日在日本播出，聲優部分大致和廣播劇相同，全13話。
第二季《吸血鬼騎士 Guilty》於2008年10月6日在日本播出，全13話。

### 製作人員
- 監督：佐山聖子
- 原作：樋野茉理
- 系列構成、劇本：岡田麿里
- 人物設定：西田亞沙子
- 總作画監督：小林利充
- 道具設計：岩畑剛一
- 人物設定補佐：小坂知
- 美術監督：伊東和宏
- 色彩設計：持田武
- 攝影監督：森下成一
- 音響監督：鄉田穗積
- 音樂：羽毛田丈史
- 音樂制作：Aniplex
- 動畫制作：STUDIO DEEN
- 動畫製作人：松田桂一
- 製作人：東不可止、高橋知子、增島由美子、井手優美
- 製作：NAS、「吸血鬼騎士」製作委員會

### 主題曲
第1季
- 片頭曲：(你我的心跳與鮮紅的罪孽)

歌：ON/OFF
作詞：mavie、作曲：黑須克彥、編曲：h-wonder
- 片尾曲：「still doll」(劇照娃娃)

歌：分島花音
作曲、編曲、演出：Mana（Moi dix Mois）、作詞、大提琴：分島花音
第2季
- 片頭曲：(輪迴 -圓舞曲-)

歌：ON/OFF
作詞：間、作曲：中野雄太、編曲：h-wonder
- 片尾曲：(砂之城堡)

歌：分島花音
作詞：分島花音、作曲・編曲：Mana（Moi dix Mois）

### 各話標題

#### 
| 集數   | 日文標題 | 中文標題                  | 劇本       | 分鏡              | 演出       | 作畫監督            |
| 第1季  | 第1季    | 第1季                     | 第1季      | 第1季             | 第1季      | 第1季               |
| ------ | -------- | ------------------------- | ---------- | ----------------- | ---------- | ------------------- |
| 第1夜  |          | 吸血鬼之夜〜Night〜       | 岡田麿里   | 佐山聖子          | 佐山聖子   | 菅沼榮治 渡邊敦子   |
| 第2夜  |          | 血的記憶〜Memory〜        | 根元歲三   | BoB白旗           | 木村隆一   | 飯飼一幸            |
| 第3夜  |          | 懺悔之牙〜Fang〜          | 岡田麿里   | 佐山聖子          | 安藤正臣   | 望月謙              |
| 第4夜  |          | 定罪的扳機〜Trigger〜     | 藤咲       | BoB白旗           | 關屋警部補 | 阿部智之            |
| 第5夜  |          | 月下的饗宴〜Sabbat〜      | 森田真由美 | 加藤敏幸          | 鈴木芳成   | 星野真澄            |
| 第6夜  |          | 他們的選擇〜Crime〜       | 藤咲       | 川瀨敏文          | 安藤正臣   | 氏家章雄 望月謙     |
| 第7夜  |          | 深紅色的迷宮〜Labyrinth〜 | 森田真由美 | 佐山聖子          | 吉本毅     | 山田裕子            |
| 第8夜  |          | 嘆息的槍聲～Blast～       | 根元歲三   | BoB白旗           | 小田切警視 | 阿部智之            |
| 第9夜  |          | 紅的視線〜Eyes〜          | 藤咲       | 名村英敏          | 伊魔崎齋   | 松尾亞希子          |
| 第10夜 |          | 黑暗的公主〜Prisoner〜    | 根元歲三   | 寺澤伸介          | 開祐二     | 原田峰文            |
| 第11夜 |          | 願望的代價〜Deal〜        | 森田真由美 | 木村隆一          | 木村隆一   | 飯飼一幸            |
| 第12夜 |          | 純血的誓約〜Pride〜       | 岡田麿里   | 後藤圭二          | 土屋日     | 雀慶碩              |
| 第13夜 |          | 深紅之鎖〜Ring〜          | 岡田麿里   | 佐山聖子          | 鈴木芳成   | 山田裕子            |
| 第2季  |          |                           |            |                   |            |                     |
| 第1夜  |          | 宿命中的罪人們〜Guilty〜  | 岡田麿里   | BoB白旗           | 木村隆一   | 渡邊敦子 松尾亞希子 |
| 第2夜  |          | 永遠的承諾〜Paradox〜     | 岡田麿里   | 佐藤順一          | 開祐二     | 原田峰文            |
| 第3夜  |          | 琉璃玉的肖像〜Mirage〜    | 藤咲       | 佐山聖子          | 安藤正臣   | 氏家章雄            |
| 第4夜  |          | 惡魔的甦醒〜Libido〜      | 森田真由美 | 名取孝浩          | 江島泰男   | 堀越久美子          |
| 第5夜  |          | 隨從的陷阱〜Trap〜        | 岡田麿里   | 鈴木芳成          | 鈴木芳成   | 飯飼一幸            |
| 第6夜  |          | 偽裝的戀人〜Lovers〜      | 森田真由美 | 佐山聖子          | 開祐二     | 一川孝久            |
| 第7夜  |          | 荊棘之吻〜Kiss〜          | 根元歲三   | BoB白旗           | 吉本毅     | 江森真理子          |
| 第8夜  |          | 記憶的螺旋〜Spiral〜      | 藤咲       | 近藤信宏          | 淺見松雄   | 青野厚司            |
| 第9夜  |          | 復活的狂王〜Emperor〜     | 藤咲       | 辻初樹            | 伊魔崎齋   | 山田裕子 村上真紀   |
| 第10夜 |          | 戰鬥的序曲～Prelude～     | 森田真由美 | 佐山聖子 小坂春女 | 安藤正臣   | 氏家章雄            |
| 第11夜 |          | 兩人的生命～Soul〜        | 根元歲三   | 佐藤順一          | 木村隆一   | 松尾亞希子          |
| 第12夜 |          | 世界的盡頭～Period～      | 岡田麿里   | BoB白旗           | 開祐二     | 荻原省智            |
| 第13夜 |          | 吸血鬼的騎士～Knight～    | 岡田麿里   | 佐山聖子          | 鈴木芳成   | 小林利充 江森真里子 |

### 播放電視台
日本深夜動畫：下文記載的日本国内播放時間使用日本標準時間（UTC+9）表示。因為部分時間标识會採用30小时制，因此請留意这类超过24:00的时间，其實際播放時間為翌日清晨。
| 播放地區       | 播放電視台        | 播放日期                                                               | 播放時間                | 聯播網                          | 備註   |
| -------------- | ----------------- | ---------------------------------------------------------------------- | ----------------------- | ------------------------------- | ------ |
| 關東廣域圈     | 東京電視台        | 2008年4月7日 - 6月30日（第1季） 2008年10月6日 - 12月29日（第2季）      | 星期一 25:00 - 25:30    | 東京電視台系列                  |        |
| 愛知縣         | 愛知電視台        | 2008年4月8日 - 7月1日（第1季） 2008年10月7日 - 12月30日（第2季）       | 星期二 25:28 - 25:58    | 東京電視台系列                  |        |
| 北海道         | TV北海道（第1期） | 2008年4月8日 - 7月1日（第1季） 2008年10月7日 - 12月30日（第2季）       | 星期二 26:30 - 27:00    | 東京電視台系列                  |        |
| 福岡縣         | TVQ九州放送       | 2008年4月10日 - 7月3日（第1季） 2008年10月9日 - 2009年1月4日（第2季）  | 星期四 26:48 - 27:18    | 東京電視台系列                  |        |
| 大阪府         | 大阪電視台        | 2008年4月12日 - 7月5日（第1季） 2008年10月11日 - 2009年1月3日（第2季） | 星期六 26:05 - 26:35    | 東京電視台系列                  |        |
| 岡山縣、香川縣 | 瀨戶內電視台      | 2008年4月12日 - 7月5日（第1季） 2008年10月11日 - 2009年1月3日（第2季） | 星期六 26:10 - 26:40    | 東京電視台系列                  |        |
| 日本全域       | AT-X              | 2008年6月6日 - 8月29日（第1季） 2008年12月5日 - 2009年2月27日（第2季） | 星期五 10:30 - 11:00    | CS放送                          | 有重播 |
| 臺灣           | 緯來日本台        | 2010年1月19日－2月4日（第1季） 2010年2月8日－2月25日（第2季）          | 星期一至五 19:30－20:00 | 2月5日、15日、22日 暫停播映     |        |
| 香港           | J2                | 2010年11月6日－2011年2月12日（第1季） 2011年2月19日－5月21日（第2季）  | 星期六 24:00－24:30     | 1月1日、2月5日、4月9日 暫停播映 |        |

### 相關商品
DVD
- 吸血鬼騎士 全5卷（Aniplex、2008年7月23日按順序發售）
- 吸血鬼騎士 Guilty 全5卷（Aniplex、2009年1月28日按順序發售）

CD
- 吸血鬼騎士 原聲帶（Aniplex、2008年6月25日）
- 吸血鬼騎士 原聲帶II （Aniplex、2008年12月17日）

### 應用程式
- 吸血鬼騎士 名場面集（NEC BIGLOBE、2011年7月18日）

## 網路廣播劇
《吸血鬼騎士 黑主學園放送部》（ヴァンパイア騎士 黒主学園放送部）
- 配信期間：2008年7月7日 - 2008年9月29日（每週一更新）
- 配信網站：音泉

### 播放日程
| 回数 | 播放日期      | 主持人                                         |
| ---- | ------------- | ---------------------------------------------- |
| 01   | 2008年7月7日  | 玖蘭枢（岸尾大輔）                             |
| 02   | 2008年7月14日 | 一条拓麻（千葉進歩）                           |
| 03   | 2008年7月21日 | 錐生零（宮野真守）                             |
| 04   | 2008年7月28日 | 架院暁（諏訪部順一）                           |
| 05   | 2008年8月4日  | 一条拓麻（千葉進歩）                           |
| 06   | 2008年8月11日 | 藍堂英（福山潤）                               |
| 07   | 2008年8月18日 | 支葵千里（保志總一朗）                         |
| 08   | 2008年8月25日 | 錐生零（宮野真守）                             |
| 09   | 2008年9月1日  | 一条拓麻（千葉進歩）                           |
| 10   | 2008年9月8日  | 藍堂英（福山潤）                               |
| 11   | 2008年9月15日 | 支葵千里（保志総一朗）& 遠矢莉磨（喜多村英梨） |
| 12   | 2008年9月22日 | 架院暁（諏訪部順一）& 玖蘭枢（岸尾大輔）       |
| 13   | 2008年9月29日 | 玖蘭枢（岸尾大輔）& 黒主灰闇（鄉田穗積）       |

## 遊戲
《吸血鬼騎士DS》（ヴァンパイア騎士 DS）
- 対応機種 - Nintendo DS
- 類型 - ブラッディラブSLG（女性向恋爱模拟游戏）
- 發售日期 - 2009年1月29日
- 發行商 - D3PUBLISHER
- 遊戲攻略書於2009年6月發售、ISBN 978-4-7577-4867-5（Enterbrain）

## 舞台
2015年1月21日至1月25日油博品館劇場改編為音樂劇進行上演。脚本由徳尾浩司負責、演出由本山新之助負責。
2015年7月以《吸血鬼騎士-Revive-》為題，再度上演。

### 人物
- 黒主優姫 - 若月佑美（当時：乃木坂46）
- 玖蘭 枢 - AKIRA
- 錐生 零 - ルウト
- 藍堂 英 - 喜屋武千秋
- 一条拓麻 - 天翔りいら
- 架院 暁 - oni（初演）／綾那（再演）[10]
- 支葵千里 - 中川汐希（初演）[11]／ 松本愛（原本預定再演、因身體不適而作罷）[11]
- 紅 まり亜 - 荻野可鈴（夢見青春期）
- 緋桜 閑 - 渡辺舞
- 黒主灰閻 - 柿丸美智恵
- 城所晶子
- 松島蘭
- 安川香
- 平井琴望
- 渡邉南

## 外部連結
- （日語）《吸血鬼騎士》電視動畫官方網站（页面存档备份，存于）
- （日語）《吸血鬼騎士》動畫 東京電視台介紹（页面存档备份，存于）
- （日語）《吸血鬼騎士 Guilty》動畫 東京電視台介紹（页面存档备份，存于）
- （日語）白泉社的介紹頁
- （日語）DS遊戲版網站（页面存档备份，存于）
- （英文）《吸血鬼騎士》於Shojo Beat的介紹頁（页面存档备份，存于）
- （日語）
- （繁體中文）緯來日本台《吸血鬼騎士》動畫網站 （页面存档备份，存于）
- （繁體中文）木棉花國際《吸血鬼騎士》動畫網站（页面存档备份，存于）